# Assedio di Cuma (553)
L'assedio di Cuma del 552-553 fu un episodio della guerra gotica (535-553).

## Assedio
Dopo la vittoria sul re goto Totila (che morì in conseguenza dello scontro) nella Battaglia di Tagina (luglio 552) e la riconquista di Roma, il generale bizantino Narsete rimase nell'Urbe ordinando però a parte dell'esercito bizantino di assediare la città di Cuma, in Campania, dove erano custoditi gran parte dei tesori dei Goti. La fortezza era difesa da Aligerno ed Erodiano. Nel frattempo, però, gli Ostrogoti avevano eletto a Pavia un nuovo re, Teia, il quale decise di accorrere in soccorso dell'assediata fortezza di Cuma. Narsete inviò parte del suo esercito, sotto il comando di Giovanni e di Philemuth, in Tuscia nel tentativo di intercettare l'esercito di Teia e di impedirgli di raggiungere Cuma, ma il re goto riuscì a eluderli seguendo un percorso tortuoso. Narsete, allora, richiamò i due generali e mosse in Campania con l'intero esercito, con l'intenzione di scontrarsi in battaglia con l'armata di Teia.
Il generale bizantino Narsete, dopo aver inflitto una sconfitta decisiva agli Ostrogoti nella battaglia dei Monti Lattari (ottobre 552), in cui morì l'ultimo re ostrogoto Teia, procedette ad assediare le fortezze ostrogote che ancora rifiutarono la resa. La sua prima mossa fu quella di assediare la città fortificata di Cuma, in Campania, dove erano custoditi i tesori dei Goti: secondo Agazia lo scopo di Narsete era di impadronirsi dei tesori contenuti nella città e di privare i Goti di una sicura base per future operazioni. Gli assediati ostrogoti erano condotti da Aligerno, fratello di Teia, che, facendo affidamento sull'abbondanza di provviste e sulla difficile espugnabilità del luogo, era pronto a opporre una strenua resistenza.
Gli assalti alle mura furono respinti con successo dai difensori e si distinse in particolare per la sua abilità nel tirare d'arco Aligerno, il quale uccise con una freccia Palladio, ufficiale dell'esercito bizantino particolarmente stimato da Narsete, in uno di questi assalti. Già dopo alcuni giorni, l'esercito assediante rimase incerto sul da farsi: i Bizantini ritenevano vergognoso ritirarsi senza riuscire ad espugnare di forza la fortezza ma era anche chiaro che gli Ostrogoti intendevano resistere fino all'ultimo. Narsete in particolare si infuriò al pensiero che gli Imperiali dovessero sprecare così tanto tempo per espugnare una fortezza insignificante. Dopo aver vagliato diverse tattiche, Narsete, avendo notato che parte della fortezza era stata costruita sulla sommità dell'Antro della Sibilla, escogitò un espediente. Inviò quanti più uomini possibile nei recessi dell'antro, con strumenti di scavo e in questo modo minò gradualmente quella sezione del soffitto dell'antro sulla quale le mura erano state costruite. Escogitò anche un espediente per impedire agli Ostrogoti di accorgersene, facendo collocare a intervalli regolari delle travi di legno come sostegno per impedire alla struttura di crollare durante i lavori, cosa che avrebbe messo in allarme i Goti. Per impedire inoltre alla guarnigione ostrogota di udire il rumore delle operazioni di scavo delle pietre e quindi di insospettirsi, l'esercito bizantino assaltò le mura urlando e facendo rumore con le armi. Quando l'intera sezione delle mura sulla sommità della grotta era rimasta sospesa a mezz'aria con solo le travi di legno a sostenerle, diedero loro fuoco uscendo subito dalla grotta. Quando le travi di legno si ridussero in cenere quella parte delle mura che poggiava su di esse crollò improvvisamente. Il piano però fallì, in quanto la breccia apertasi era dirupata, e un ulteriore assalto alle mura fu così respinto.
A causa dell'impossibilità di prendere la fortezza con assalti alle mura, Narsete decise di non impiegare tutte le sue forze in questo assedio, ma di dirigersi in Tuscia per spingere alla resa le fortezze ostrogote ancora ostinate a resistere. Narsete era stato informato dell'invasione dell'Italia dei Franchi e Alemanni condotti da Butilino e Leutari e intendeva sottomettere le fortezze della Tuscia prima dell'arrivo dell'esercito franco-alemanno. Narsete lasciò comunque una forza considerevole a proseguire l'assedio di Cuma, affidando loro il compito di costringerla alla resa per fame mediante un blocco efficace. Calcolarono che dopo un anno gli assediati avrebbero finito le provviste e quindi capitolato.
Alcuni mesi dopo, verso la fine del 553, Aligerno, resosi conto che i Franchi, pur avendo invaso l'Italia con il pretesto di soccorrere gli Ostrogoti, in realtà intendevano sottometterli e insignorirsi della penisola, ed essendo messo alle strette dalla carenza di provviste, decise di consegnare la città e i suoi tesori a Narsete e diventare un suddito dell'Impero. Comunicò agli assedianti che intendeva conferire con il loro comandante Narsete: ottenuto da essi il permesso di uscire dalle mura, si recò a Classe, dove Narsete si trovava in quel momento, e una volta conferito con lui, gli consegnò le chiavi della città e promise che lo avrebbe servito fedelmente. Narsete lo lodò per essere passato dalla parte imperiale e gli assicurò che i suoi servigi sarebbero stati ampiamente ricompensati, per poi ordinare alle truppe accampate nei pressi di Cuma di entrare nella città per occuparla, di impadronirsi di tutte le sue ricchezze, e di difenderla da eventuali attacchi nemici. Ordinò poi al resto delle truppe di ritirarsi nelle altre fortezze per svernarvi. Narsete inviò poi Aligerno a Cesena nella speranza che i Franchi e gli Alemanni, una volta scoperto che Aligerno era passato dalla parte dell'Impero, avrebbero rinunciato all'idea di marciare su Cuma per impadronirsi dei suoi tesori e anzi si sarebbero addirittura ritirati dall'Italia. Aligerno dall'alto delle mura si rivolse ai Franchi e agli Alemanni comunicando loro di abbandonare ogni speranza di impadronirsi dei tesori di Cuma, dato che erano già in mano imperiale. I Franchi per tutta risposta gli diedero del traditore e decisero comunque di portare avanti la loro campagna militare.